# Winter-X-Games 2018
Die Winter X Games XXII (Umbenannt in Winter X Games Aspen '18; im offiziellen Logo als Winter X Games Twenty-Two betitelt) fanden vom 25. bis 28. Januar 2018 zum 17. Mal in Folge in Aspen, Colorado statt. Der Event wurde von ESPN produziert. Ausgetragen wurden sechs Freestyle-Skiing, sieben Snowboard und fünf Schneemobil-Wettbewerbe. An den Wettkämpfen nahmen 129 Athleten teil.

## Resultate

### Freestyle-Skiing

#### Frauen Superpipe
| Rang | Name             | Lauf 1 | Lauf 2 | Lauf 3 | Bestes Ergebnis |
| ---- | ---------------- | ------ | ------ | ------ | --------------- |
|      | Maddie Bowman    | 84,33  | 92,00  | 26,33  | 92,00           |
|      | Brita Sigourney  | 88,66  | 90,33  | 80,00  | 88,66           |
|      | Cassie Sharpe    | 30,00  | 76,66  | 88,66  | 88,66           |
| 4    | Marie Martinod   | 26,66  | 87,33  | 30,33  | 87,33           |
| 5    | Devin Logan      | 28,00  | 82,33  | 28,33  | 82,33           |
| 6    | Ayana Onozuka    | 80,33  | 28,33  | 25,66  | 80,33           |
| 7    | Sabrina Cakmakli | 20,33  | 68,00  | 40,00  | 68,00           |
| 8    | Annalisa Drew    | 25,66  | 18,66  | 51,33  | 51,33           |

#### Männer Superpipe
| Rang | Name                | Lauf 1 | Lauf 2 | Lauf 3 | Bestes Ergebnis |
| ---- | ------------------- | ------ | ------ | ------ | --------------- |
|      | David Wise          | 90,66  | 79,00  | 94,00  | 94,00           |
|      | Alex Ferreira       | 71,66  | 76,00  | 93,33  | 93,33           |
|      | Torin Yater-Wallace | 86,66  | 43,66  | 30,00  | 86,66           |
| 4    | Mike Riddle         | 80,33  | 29,66  | 84,66  | 84,66           |
| 5    | Taylor Seaton       | 76,33  | 83,00  | 79,00  | 83,00           |
| 6    | Noah Bowman         | 73,00  | 82,00  | 82,33  | 82,33           |
| 7    | Simon d’Artois      | 56,33  | 40,66  | 10,33  | 56,33           |
| 8    | Aaron Blunck        | 41,33  | 31,66  | -      | 41,33           |
| 9    | Kévin Rolland       | 25,00  | 38,66  | 22,33  | 38,66           |
| 10   | Miguel Porteous     | 6,33   | 26,00  | 19,33  | 26,00           |

#### Frauen Big Air
| Rang | Name            | Ergebnis |
| ---- | --------------- | -------- |
|      | Sarah Höfflin   | 86       |
|      | Johanne Killi   | 79       |
|      | Tess Ledeux     | 71       |
| 4    | Dominique Ohaco | 54       |

#### Männer Big Air
| Rang | Name               | Ergebnis |
| ---- | ------------------ | -------- |
|      | Henrik Harlaut     | 86       |
|      | Øystein Bråten     | 84       |
|      | James Woods        | 82       |
| 4    | Fabian Bösch       | 80       |
| 5    | Christian Nummedal | 70       |
| 6    | Birk Ruud          | 70       |
| 7    | Kai Mahler         | 68       |
| 8    | Eirik Sæterøy      | 60       |

#### Frauen Slopestyle
| Rang | Name                  | Lauf 1 | Lauf 2 | Lauf 3 | Bestes Ergebnis |
| ---- | --------------------- | ------ | ------ | ------ | --------------- |
|      | Maggie Voisin         | 92,33  | 14,00  | 42,00  | 92,33           |
|      | Isabel Atkin          | 88,00  | 54,00  | 68,66  | 88,00           |
|      | Jennie-Lee Burmansson | 83,66  | 28,33  | 85,00  | 85,00           |
| 4    | Sarah Höfflin         | 60,66  | 81,66  | 83,33  | 83,33           |
| 5    | Emma Dahlström        | 9,66   | 80,00  | 70,33  | 80,00           |
| 6    | Devin Logan           | 73,00  | 78,33  | 17,66  | 78,33           |
| 7    | Johanne Killi         | 77,00  | 54,00  | 30,00  | 77,00           |
| 8    | Tess Ledeux           | 70,00  | 37,00  | 30,00  | 70,00           |

#### Männer Slopestyle
| Rang | Name                   | Lauf 1 | Lauf 2 | Lauf 3 | Bestes Ergebnis |
| ---- | ---------------------- | ------ | ------ | ------ | --------------- |
|      | Henrik Harlaut         | 93,00  | 52,00  | 90,00  | 93,00           |
|      | Øystein Bråten         | 47,66  | 90,66  | 92,33  | 92,33           |
|      | Andri Ragettli         | 66,66  | 89,00  | 92,00  | 92,00           |
| 4    | James Woods            | 24,00  | 91,33  | 40,66  | 91,33           |
| 5    | Alex Beaulieu-Marchand | 67,66  | 43,33  | 91,00  | 91,00           |
| 6    | Gus Kenworthy          | 55,66  | 90,00  | 84,00  | 90,00           |
| 7    | Nick Goepper           | 60,00  | 16,66  | 86,33  | 86,33           |
| 8    | Oscar Wester           | 79,66  | 84,66  | 26,66  | 84,66           |

### Snowboard

#### Special Olympics Riesenslalom
| Rang | Name                            |
| ---- | ------------------------------- |
|      | Henry Meece Chris Klug          |
|      | Daina Shilts Hannah Teter       |
|      | Denisa Trmalova Silje Norendal  |
| 4    | Zachary Elder Gretchen Bleiler  |
| 5    | Christopher Perdue Mike Schultz |
| 6    | Craig Muhlbock Scotty James     |
| 7    | Tony Davis Jack Mitrani         |
| 8    | Cody Field Jamie Anderson       |

#### Männer Big Air
| Rang | Name             | Ergebnis |
| ---- | ---------------- | -------- |
|      | Maxence Parrot   | 75       |
|      | Marcus Kleveland | 73       |
|      | Yūki Kadono      | 68       |
| 4    | Mark McMorris    | 61       |
| 5    | Chris Corning    | 61       |
| 6    | Tyler Nicholson  | 52       |
| 7    | Mons Røisland    | 38       |
| 8    | Sebbe de Buck    | 24       |

#### Frauen Big Air
| Rang | Name           | Ergebnis |
| ---- | -------------- | -------- |
|      | Anna Gasser    | 86       |
|      | Reira Iwabuchi | 71       |
|      | Jamie Anderson | 71       |
| 4    | Silje Norendal | 63       |
| 5    | Christy Prior  | 41       |

#### Männer Slopestyle
| Rang | Name             | Lauf 1 | Lauf 2 | Lauf 3 | Bestes Ergebnis |
| ---- | ---------------- | ------ | ------ | ------ | --------------- |
|      | Marcus Kleveland | 40,00  | 93,66  | 39,66  | 93,66           |
|      | Darcy Sharpe     | 87,66  | 26,33  | 91,00  | 91,00           |
|      | Mark McMorris    | 36,33  | 90,00  | 65,66  | 90,00           |
| 4    | Redmond Gerard   | 82,66  | 54,66  | 40,33  | 82,66           |
| 5    | Tyler Nicholson  | 46,66  | 39,00  | 81,00  | 81,00           |
| 6    | Chris Corning    | 31,00  | 72,33  | 80,33  | 80,33           |
| 7    | Kyle Mack        | 27,00  | 24,66  | 77,00  | 77,00           |
| 8    | Yūki Kadono      | 26,66  | 11,66  | 22,66  | 26,66           |

#### Frauen Slopestyle
| Rang | Name           | Lauf 1 | Lauf 2 | Lauf 3 | Bestes Ergebnis |
| ---- | -------------- | ------ | ------ | ------ | --------------- |
|      | Jamie Anderson | 57,00  | 94,00  | 83,33  | 94,00           |
|      | Julia Marino   | 90,00  | 92,00  | 83,33  | 92,00           |
|      | Enni Rukajärvi | 85,66  | 87,33  | 49,33  | 87,33           |
| 4    | Christy Prior  | 35,33  | 69,00  | 39,33  | 69,00           |
| 5    | Reira Iwabuchi | 42,00  | 48,66  | 31,66  | 48,66           |

#### Männer Superpipe
| Rang | Name                | Lauf 1 | Lauf 2 | Lauf 3 | Bestes Ergebnis |
| ---- | ------------------- | ------ | ------ | ------ | --------------- |
|      | Ayumu Hirano        | 93,00  | 96,66  | 99,00  | 99,00           |
|      | Scotty James        | 96,00  | 19,66  | 98,00  | 98,00           |
|      | Ben Ferguson        | 26,00  | 94,33  | 95,00  | 95,00           |
| 4    | Chase Josey         | 90,00  | 32,66  | 53,66  | 90,00           |
| 5    | Toby Miller         | 29,66  | 78,00  | 82,66  | 82,66           |
| 6    | Raibu Katayama      | 81,66  | 18,00  | 21,00  | 81,66           |
| 7    | Gabe Ferguson       | 73,33  | 76,66  | 19,00  | 76,66           |
| 8    | Jake Pates          | 69,66  | 16,66  | 34,66  | 69,66           |
| 9    | Greg Bretz          | 23,66  | 50,33  | 39,33  | 50,33           |
| 10   | Iouri Podladtchikov | 12,66  | 42,66  | -      | 42,66           |

#### Frauen Superpipe
| Rang | Name          | Lauf 1 | Lauf 2 | Lauf 3 | Bestes Ergebnis |
| ---- | ------------- | ------ | ------ | ------ | --------------- |
|      | Chloe Kim     | 90,00  | 29,00  | 93,33  | 93,33           |
|      | Arielle Gold  | 82,66  | 61,33  | 92,33  | 92,33           |
|      | Maddie Mastro | 80,00  | 81,66  | 89,33  | 89,33           |
| 4    | Kelly Clark   | 88,66  | 21,66  | -      | 88,66           |
| 5    | Cai Xuetong   | 84,66  | 25,00  | 6,33   | 84,66           |
| 6    | Liu Jiayu     | 34,33  | 83,66  | 21,66  | 83,66           |
| 7    | Sena Tomita   | 26,66  | 11,00  | 28,33  | 28,33           |
| 8    | Elena Hight   | 13,33  | 8,00   | 5,66   | 13,33           |

### Schneemobil/Bike Cross

#### Snowmobile Speed & Style
| Rang | Name           |
| ---- | -------------- |
|      | Brett Turcotte |
|      | Levi LaVallee  |
|      | Willie Elam    |
| 4    | Cory Davis     |

#### Snowmobile Freestyle Resultate
| Rang | Name             | Ergebnis |
| ---- | ---------------- | -------- |
|      | Brett Turcotte   | 92,00    |
|      | Levi LaVallee    | 88,00    |
|      | Justin Hoyer     | 84,33    |
| 4    | Rasmus Johansson | 83,00    |
| 5    | Daniel Bodin     | 82,00    |
| 6    | Willie Elam      | 81,33    |
| 7    | Joe Parsons      | 81,00    |
| 8    | Heath Frisby     | 77,66    |

#### SnowBike Best Trick
| Rang | Name           | Ergebnis |
| ---- | -------------- | -------- |
|      | Rob Adelberg   | 89,00    |
|      | Jackson Strong | 86,33    |
|      | Robert Haslam  | 80,33    |
| 4    | Ethan Roberts  | 80,00    |
| 5    | Brett Turcotte | 76,66    |
| 6    | Brody Wilson   | 74,66    |
| 7    | Keith Sayers   | 72,33    |
| 8    | Axell Hodges   | 67,66    |

#### Harley-Davidson Snow Hill Climb
| Rang | Name            |
| ---- | --------------- |
|      | Travis Whitlock |
|      | Logan Cipala    |
|      | Austin Cardwell |

#### Snow Bikecross
| Rang | Name          |
| ---- | ------------- |
|      | Cody Matechuk |
|      | Brock Hoyer   |
|      | Kody Kamm     |
| 4    | Darrin Mees   |
| 5    | Nolan Heppner |
| 6    | Josh Hill     |